# Петропавловка (Бериславский район)
Петропавловка (укр. Петропавлівка) — село в Новоалександровской сельской общине Бериславского района Херсонской области Украины.
Почтовый индекс — 74223. Телефонный код — 5533. Код КОАТУУ — 6524185001.

## Население
Население по переписи 2001 года составляло 722 человека.

### Языковой состав
Родной язык населения по данным переписи 2001 года:
| Язык       | Численность, чел. | Доля     |
| ---------- | ----------------- | -------- |
| Украинский | 698               | 96,67 %  |
| Русский    | 14                | 1,94 %   |
| Армянский  | 8                 | 1,11 %   |
| Другое     | 2                 | 0,28 %   |
| Итого      | 722               | 100,00 % |

## Местный совет
74223, Херсонская обл., Нововоронцовский район, с. Петропавловка, ул. Советская, 1